# Európai Föderalista Párt
Az Európai Föderalista Párt (European Federalist Party, EFP) páneurópai politikai párt, mely az Európai Unió további integrációját szorgalmazza egy egységes, szövetségi államrendszer kialakításán keresztül. Az EFP a 2014-es európai parlamenti választásokon indult. Az Európai Föderalista Párt magyarországi szervezete 2014. január 8-án alakult meg Budapesten.   

## Történet
A párt 2011. november 6-án alakult a Föderalista Párt (Parti Fédéraliste) és az Egyesült Európa Párt (Europe United) egyesülésével Párizsban, az I. Föderalista Kongresszuson, ahol az összegyűltek elfogadták a párt alapszabályát. 
2012-ben a Rómában II. Föderalista Kongresszuson a párt tagsága elfogadta a párt kiáltványát és a 2014-es európai parlamenti választásokra vonatkozó pártprogram tervezetét, valamint a 2013-as brüsszeli III. Kongresszuson a részleteiben is véglegesített programot, illetve megnyitotta választásokra vonatkozó kampányidőszakot. 
Megalakulása óta a párt számos kampányt indított Európa szerte: például európai civil szervezetekkel együtt működve a "We are all Greeks, we are all Europeans" című kampányt Görögország megsegítésére és a szolidaritás kimutatására, a válságra vonatkozó gazdasági megoldásokat kidolgozva a "The Crisis is Over: if you want it" nevű programot, vagy az Erasmus cserediákprogram tervezett költségvetés csökkentése ellen a "Save Erasmus" kampányt.   

## Szervezet
A pártszervezet az Európai Testületből és a tagállami szervezetekből (országos szinten bejegyzett pártok) állnak.

### Az Európai Testület
- Társelnökök: Pietro De Matteis
- Alelnök:  Georgios Kostakoseo
- Főtitkárok: Emmanuel Rodary
- PR:  Michel Caillouet
- Kincstárnok: Mariarosaria Marziali

### A tagállami szintű szervezetek
A tagállami szintű szervezetek az egyes európai országokban bejegyzett föderalista pártok, melyeknek megvan az önálló pártstruktúrájuk, és vezetőségük. Ezeket a tagállami szintű szervezeteket a 'nemzeti koordinátorok' kötik össze egymással és az európai szintű elnökséggel. 
- A European Federalist Party magyarországi szervezete az Európai Föderalista Párt - Magyarország, nemzeti koordinátorai: Darabos Ágnes és Szabó István.

## Helyi képviseletei
AZ EFP hivatalos képviseletei az alábbi országokban elérhetőek:
- Ausztria
- Belgium
- Csehország
- Dánia
- Egyesült Királyság
- Észtország
- Franciaország
- Görögország
- Hollandia
- Izland
- Írország
- Lengyelország
- Magyarország
- Németország
- Norvégia
- Olaszország
- Portugália
- Románia
- Spanyolország
- Svédország